# Golgo 13
Golgo 13 (яп. ゴルゴ13 Горуго Са:ти:н, «Голго-13») — манга Такао Сайто, первая глава которой была опубликована в январском выпуске за 1969 год журнала Big Comic, вышедшем в октябре 1968 года. Входит в число наиболее продолжительных манг в Японии и является одной из самых знаменитых. В 1976 году автор получил за неё премию издательства Shogakukan. Повествует о профессиональном киллере, действующем под именем «Голго-13».
Golgo 13 — самая старая манга, которая всё ещё публикуется, по количеству томов она занимает первое место в книге Гинесса, обогнав предыдущего лидера — Kochikame, состоящего из 200 томов. Было продано более 300 миллионов копий в различных форматах, включая сборники, что сделало его второй или третьей по популярности манги и самой продаваемой серией манги сэйнэн в истории. По мотивам манги было сделано шесть компьютерных игр, снято два фильма, один анимационный фильм и аниме-сериал режиссёра Сюндзи Оги. Golgo 13 упоминается как первое аниме, в котором использовалась компьютерная анимация.
24 сентября 2021 года Такао Сайто умер от рака поджелудочной железы, однако выпуск Golgo 13 продолжится по воле автора при участии сотрудников Saito Production, редакции журнала Big Comic и новых сценаристов.

## История
О самом герое Голго-13, также выполняющем заказы под псевдонимом Герцог Того (яп. デューク・東郷 Дю:ку То:го:), практически ничего неизвестно: автор не раскрывает ни возраста, ни места рождения, ни настоящего имени. Он использует усовершенствованный автомат M16A2 с установленной оптикой. Помимо Герцога Того, к другим псевдонимам Голго 13 относятся Тадаси Того (яп. 東郷 隆 То:го: Тадаси) и Того Родригес (яп. トーゴ・ロドリゲス То:го Родоригэсу).
Его прозвище «Голго» является отсылкой к Голгофе, на которой был распят Иисус Христос. Его фирменным знаком является скелет в терновом венце.

## Медиа

### Манга
Первая глава Golgo 13 была опубликована в январском номере Big Comic в 1969 году. Манга продолжает выходить по сей день. Отдельными томами (танкобонами) она выпускается компанией LEED Publishing с 1989 года. По данным на сентябрь 2021 года, выпущен 201 том.

#### Спин-офф
На 17 июля 2021 года начат выход первого спин-оффа серии, главным героем которого является помощник Голго-13.

### Игровые фильмы
По мотивам манги было снято два фильма. Сценарий для первого, названного просто «Голго-13» (совместное производство с Ираном), был написан Мицу Хадзимэ (яп. Ｋ・元美津), а режиссёром стал Дзюнъя Сато. Саундтрек для этого фильма написал Тюдзи Киносита. Он вышел в Японии в 1973 году, главную роль исполнил Кэн Такакура.
Второй фильм, «Операция „Коулун“», главную роль в котором исполнил Сонни Тиба, был выпущен в 1977 году. Его режиссёром является Юкио Нода, а музыку написала Харуми Ибэ (яп. 伊部晴美).

### Аниме-сериал
Телевизионный аниме-сериал «Golgo 13» был от студии The Answer Studio транслировался по телевидению Японии с 11 апреля 2008 по 27 марта 2009 года, всего вышло 50 эпизодов (см. список эпизодов).